# Savoy (Illinois)
Savoy ist ein Village im Champaign County im US-amerikanischen Bundesstaat Illinois.
Eine Sondervolkszählung im Jahr 2004 ergab eine Einwohnerzahl von 5650.
Savoy teilt eine gemeinsame Grenze mit der Stadt Champaign und liegt etwa drei Kilometer von der Urbana-Champaign Campus der University of Illinois. Weiters beheimatet Savoy den University of Illinois – Willard Airport und deren Institut für Luftfahrt und wird auch von der Universität betrieben. Zusammen mit Champaign und Urbana bildet Savoy die Metropolregion Champaign-Urbana.